# Osages
|  | Per a altres significats, vegeu «osage». |

Els osage són una tribu índia de parla hoka-sioux, englobada en el grup deghia de la família sioux, el nom de la qual prové de la pronunciació francesa del seu nom originari, Ouazhigi o Wah-she-she "la gent de les aigües del mig". Quan arribaren els europeus es trobaven a les valls dels rius Ohio i Osage, a Missouri. Cap al 1808 marxaren a la vall de Neosho (Kansas), i d'ací el 1870 cap a Territori Indi (Oklahoma). Actualment viuen a Oklahoma, a la Reserva Osage.

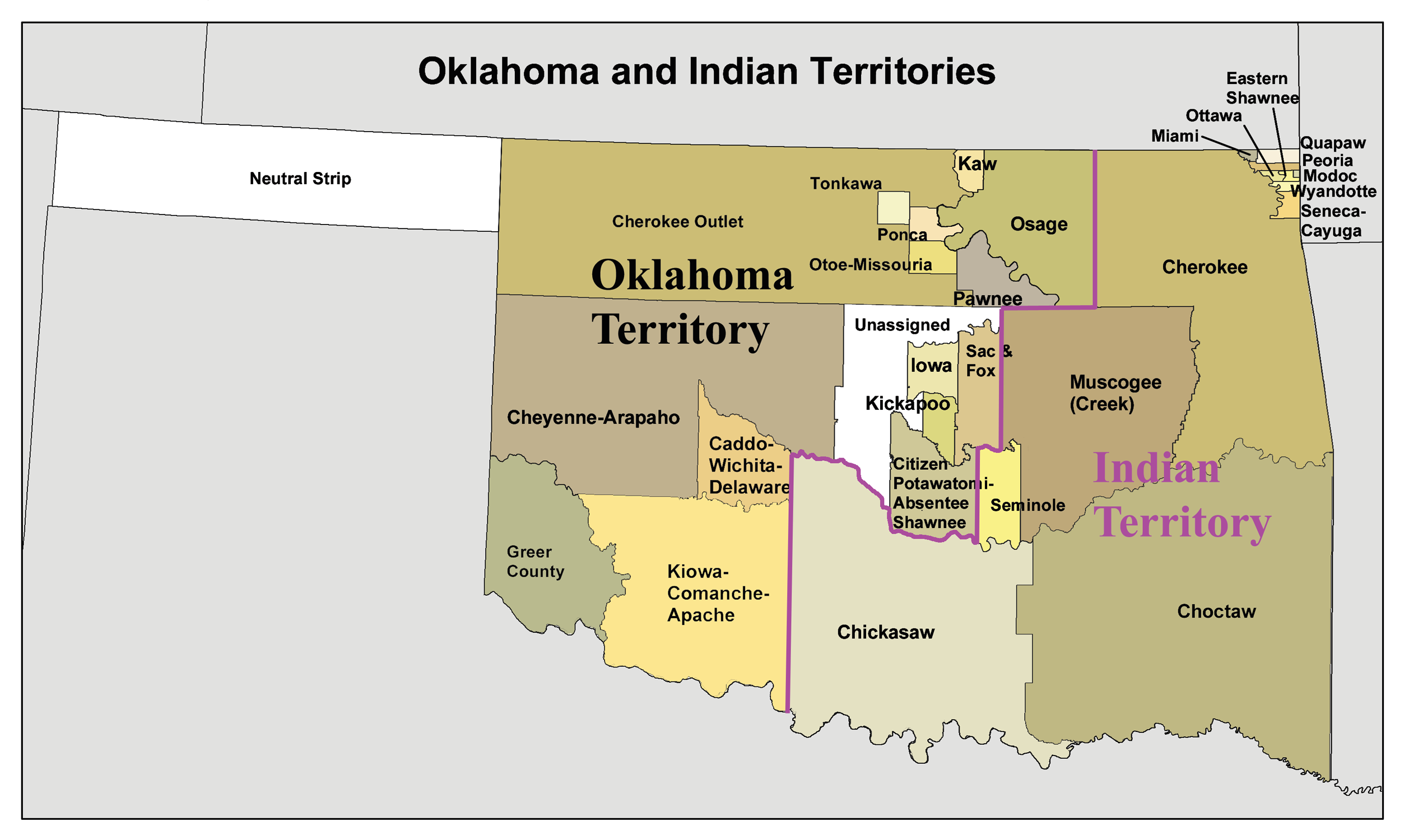
Àrees estadístiques tribals amb territori Osage

## Demografia
Cap al 1840 eren uns 5.000 individus, però baixaren a 3.500 el 1855. Pel 1906 hi havia 1.988 osage, que augmentaren a 2.229 el 1907 i a 3.672 el 1939. El 1945 havien pujat a 4.500, a 4.621 el 1960, a 4.900 el 1965 i a 5.000 el 1970. El 1990 eren uns 10.000 individus. Segons dades del 1995, l'Osage Agency d'Oklahoma tenia censats a la reserva 10.525 individus (però 5.197 al rol tribal). I segons el cens dels EUA del 2000, hi havia 7.658 membres de la tribu, 1.354 barrejats amb altres tribus, 5.491 barrejats amb altres races i 1.394 barrejats amb altres tribus i altres races. En total 15.897 individus.

## Costums
La seva cultura és del tipus de les planures, però amb una combinació de l'agricultura i de la cacera del bisó. Caçaven ossos, cérvols i castors. Llurs cases eren cobertes de pells, escorça i esteres de canyes amb terra, i de forma irregular, amb un espai obert per a danses i discursos del consell. La seva estructura era gran i baixa, cupuliforme. Però a l'estiu vivien en tipis i caçaven bisons.
Llur vida tribal era centrada en les cerimònies religioses on els clans estaven dividits en una divisió llegendària: els osage es creien descendents de la fusió de dos pobles apareguts quan Wah’kon-tah, la força espiritual, acabà amb el ga-nitha (caos) i separà la terra de l'aigua: Tzi-sho ("Poble del cel"), del qual en procedien 9 clans, i Hun-kah ("Poble de la terra"), del qual en procedien 15 clans, alhora subdividits en subclans dividits en les representacions de la terra seca i de l'aigua.
Llur organització social era similar a la dels omaha, amb clans patrilinials dividits en meitats que simbolitzaven el cel i la terra. En la seva dansa tradicional, I’nlon schka, cada meitat de terra inclou dues subdivisions que simbolitzaven la terra seca o molla, i cada meitat de terra tenia un cap hereditari encarregat de reforçar la poca laxitud que tenien en el lideratge. Eren coneguts per llurs rituals poètics, i tenien el costum de recitar la història des de la creació de l'univers a cada nen nounat.
També eren prou coneguts pel seu costum de dur el crani rapat i posar-se un parell de plomes, que eren indicació dels enemics que havien ferit o matat en combat. A la reserva destacaren per llur afecció a la cultura pròpia, vestint amb pells i no bevent whisky, i tenien el costum de tatuar-se "la marca de l'honor" a aquells que respectaven les tradicions. La Native American Church, però, el 1980 només tenia 150 adeptes entre ells.

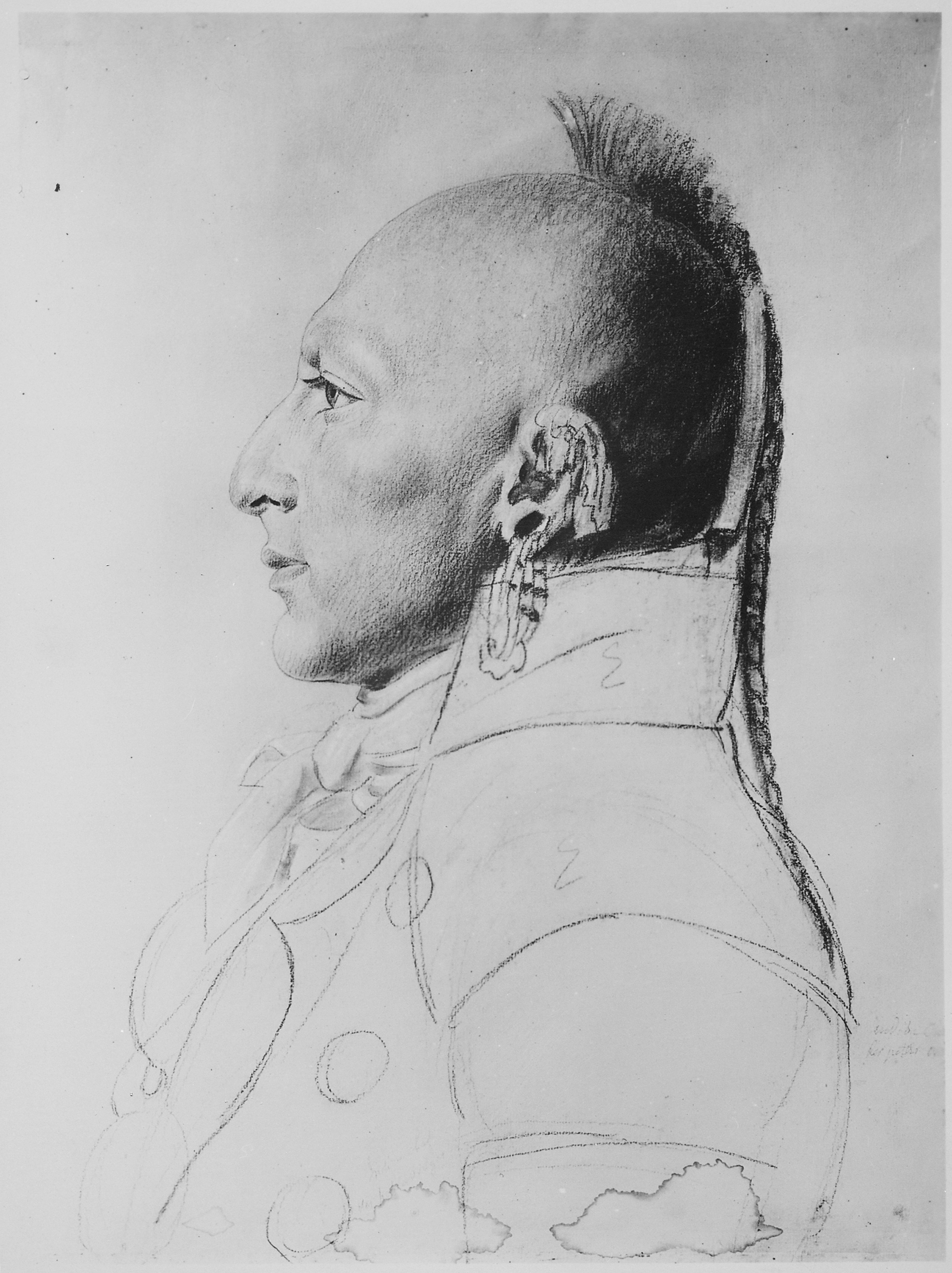
Cap osage, 1807

## Història
Sembla que emigraren des dels rius James i Savannah, a Virgínia i les Carolines, cap a les muntanyes Ozark, amb les altres tribus deghia (ponca, quapaw, kaw). El primer i’n-shta-heh (blanc) que contactà amb ells fou el francès Jacques Marquette, qui els va trobar el 1673 a les valls dels rius Ohio i Osage, a l'actual estat de Missouri. Vivien en cinc viles permanents al llarg del Missouri. Cap al 1714 s'aliaren amb els francesos contra els fox algonquins, però foren vençuts vora Detroit (Michigan). El 1723 formaren una aliança formal amb els francesos mercè els oficis del Sieur de Bourgmont, i una delegació osage visitaria París el 1725. Així, durant les guerres franceses del 1730-1740 els cediren guerrers, i durant uns cent anys es mantingueren en constant estat de guerra amb les altres tribus dels voltants. El 1755 uns 200 osage ajudaren als francesos contra les tropes de Braddock, però el 1763 passaren a mans britàniques. El 1770 foren amenaçats pels espanyols de Louisiana, qui els enviaren missioners. Per aquest motiu el 1790 declararen la guerra a Espanya i el 1794 els destruïren la fortificació de Santa Genoveva.
La seva situació estratègica a la zona del Missouri els va fer poderosos; endemés, tenien 800 guerrers el 1770, que augmentaren a 1.500 el 1800. Per això el 1802 els caps Pawhuska/White Hair i Cashesegra/Big Foot es traslladaren a Claremore (avui Clermont). El 1806 Lewis i Clark en trobaren 600, o Gran Banda Osage, al riu Arkansas, i uns 500 més a Missouri. El 1802, per intrigues dels comerciants a causa de les rivalitats pel domini del comerç de pells, els van fer dividir-se: un grup, convençut pels francesos, marxà al riu Arkansas (Oklahoma), i els altres restaren on eren. Però el 1808 entregaren la major part del seu territori, 200 milles quadrades, a canvi de 500 $, al govern dels EUA, i emigraren a la vall de Neosho (Kansas) el 1822. Pressionats pels colons, entre el 1808 i el 1836, i atacats des del 1815 pels indis remoguts del Mississipi, anaren abandonant la vall del Mississipi.
El 1840 es dedicaren a vendre armes i pólvora als comanxes i kiowa, i deposaren el cap White Hair per intentar que el poble es dediqués a l'agricultura. El 1847 el jesuïta p. John Schoenmakers construeix les primeres escoles per a ells a Neosho, i el 1854 obriren les terres del nord als no blancs (entre ells els nika sale o negres). Quan esclatà la Guerra Civil Nord-americana el 1861, 57 caps osage amb 500 guerrers decidiren ajudar els Estats Confederats d'Amèrica, però els caps Big Chief, Little Bear, Striking Axe i Chetopa o Four Lodge aportaren 200 guerrers perquè ajudessin als unionistes. Per aquest motiu, durant els anys de la guerra la reserva fou arrasada.
Un cop acabada la Guerra de Secessió, el 1869, uns 2.000 colons il·legals envaïren llurs terres. Per aquest motiu, cap al 1870 signaren un tractat amb els EUA mercè el quaquer Isaac Gibson, agent indi, amb Josep Paw-ne-no-pashe i amb Chetopa, pel qual els compraren 1.470.599 acres per 9 milions de dòlars i en cediren 102.400 als kansa (a Key County), i emigraren cap a Oklahoma, on es dedicaren al conreu del blat de moro; el 1872 els constituïren una reserva a l'actual Osage County, amb 1.500.000 acres comprats als cherokees, però entre 1870 i 1875 patiren una forta plaga de fam a causa de l'extinció del bisó i per una plaga de llagosta que els maldà la collita de moresc.
Això els obligaria, malgrat el seu orgull, a acceptar racions de menjar que els oferí la BIA. El 1878 constituïren el primer govern tribal, format per Paw-ne-no-pashe com a cap de govern i per Wah-than-kah com a cap del consell tribal. I el 1881 James Bigheart reclamà una constitució, que instaurava un Consell Nacional i dividia el país en cinc districtes, cadascun dels quals enviava tres representants al Consell. A les eleccions del 1882 Paw-ne-no-pashe fou reescollit com a president, i Strike Axe en fou nomenat ajudant. Alhora, Tchong-tas-sap-bee/Black Dog era el segon cap en influència. Però això no podia impedir la forta afluència blanca al seu territori. El 1894 ja eren 5.000 no indis que vivien a terra osage, i augmentarien a ser entre 10 i 15.000 el 1904. Com a resposta, el govern federal abolí el Consell Tribal l'u d'abril del 1900.
A començaments del segle XX es descobrí petroli al seu territori (el 1904 ja es van fer 155 extraccions de petroli i 18 de gas natural), i per això el 28 de juny del 1906 els imposaren la Osage Allotment Act, per la qual cadascú rebria una parcel·la igual de terra i drets de mineria (segons el cens d'aquell any, en el rol tribal hi havia 830 osages purs i 1.158 mestissos, que augmentaren a 926 i 1.303 el 1907).
Després de la mort del cap Bigheart el 1908, Tom Baconrind o Washing-ha (1860-1932) fou cap de la tribu del 1908 al 1914, adepte de la NAC (peiotistes) i màxim portaveu dels sectors tradicionalistes durant els anys 20. Aconseguí que el 1916 reberen 10 dòlars per persona a causa dels rendiments perolers, però no pogué impedir que el 1920 la Standart Oil Co els espoliés 200 hectàrees per extraure petroli. Tot i així, 120 osages lluitaren amb els EUA durant la Primera Guerra Mundial, i 381 a la segona (també tingueren el seu propi heroi de guerra, el major general d'aviació Clarence Tinker, mort en un accident el 1942), alhora que 200 treballadors osage treballaren a l'aeronàutica de Tulsa.
El 1926 se celebrà a Pawhuska (Reserva Osage) la III Convenció de la Society of American Indians, i el 1920 l'osage John Joseph Matthews (1894-l979) fou el primer graduat universitari en història. El 1924 el president Calvin Coolidge entregà al cabdill Fred Lookout/Wy-hah-shah-shin-kah, cap de la tribu del 1914 al 1956, una medalla per la contribució de la tribu en la Primera Guerra Mundial.
Del 1907 al 1929 van vendre més terra als no indis, i el FBI fou obligat a intervenir en un cas de matrimoni amb assassinat per les terres. El 1930 els caps Henry Pratt/Nopawalla i George Wright guiaren la tribu en els anys de la Depressió contra el licor i la pèrdua de terres. Com a personatges destacats, Esther Quinton Cheshewalla, fou la primera dona índia a l'exèrcit d'aviació nord-americà, i les germanes Tallchief, ballarines.
El 1964 es formà l’Osage Nation Organisation (ONO), comitè de greuges dirigit per Leroy Logan i Raymond Lesley, que tenia 250 membres el 1965 i que arribaria als 800 el 1970. Va fer crides a canviar l'estructura del govern tribal, però no aconseguiren cap mesura favorable al respecte.

## Llista d'osage
- Pawhuska
- Fred Lookout
- John Joseph Matthews
- Clarence Tinker
- Rosella Hightower
- Maria Tallchief
- Marjorie Tallchief
- Carter Revard
- William Least Heat-Moon
- Elise Paschen